# 大海林林业局
大海林林业局，又称大海林重点国有林管理局，是一个位于中华人民共和国黑龙江省牡丹江市海林市的类似乡级单位，亦是中国龙江森林工业集团（黑龙江省森林工业总局）所属的一个林业局，分属牡丹江林业管理局。
大海林林业局施业区总面积266310公顷，有林地面积253629.6公顷，森林覆盖率95.1%，耕地面积30792亩，林区人口42585人。雪乡国家森林公园（原名双峰林场）隶属大海林林业局，是林业局发展旅游产业的核心景区，座落于长白山脉张广才岭与老爷岭的交汇处。实际上，大海林林业局管理面积横跨黑龙江省海林市和吉林省敦化市(1075.9平方公里)。

## 行政区划
大海林林业局下辖以下单位：
林北社区、岭上社区、林园社区、塔东社区、东川社区、海源林场、海浪林场、前进林场、双峰景区、双峰林场、杨木沟林场、太平沟林场、柳河林场、七峰林场、兴农林场、青平林场、梨树沟林场、二浪河林场、西南岔林场、新林林场、新林村林场、青云山林场、红旗林场、红星林场、长汀林场。